# Gouvernement al-Baidā'
Al-Baidā' (arabisch البيضاء, DMG al-Baiḍāʾ) ist eines der 22 Gouvernements des Jemen. Es liegt im Südwesten des Landes.
Al-Baidā' hat eine Fläche von 11.193 km² und ca. 821.000 Einwohner (Stand: 2017). Das ergibt eine Bevölkerungsdichte von 73 Einwohnern pro km².
Wichtige Städte im Gouvernement al-Baidā' sind neben der gleichnamigen Hauptstadt al-Baidā' die Städte Rada'a und Mukayras.